# IC 4981
IC 4981 ist eine Irreguläre Galaxie vom Hubble-Typ I/P im Sternbild Pfau am Südsternhimmel. Sie ist schätzungsweise 165 Millionen Lichtjahre von der Milchstraße entfernt und hat einen Durchmesser von etwa 50.000 Lichtjahren. Gemeinsam mit NGC 6880 bildet sie ein gravitativ gebundenes Galaxienpaar. Sie gilt als Mitglied der zehn Galaxien zählenden NGC 6876-Gruppe (LGG 432).
Im selben Himmelsareal befinden sich u. a. die Galaxien NGC 6876, NGC 6877, IC 4982, IC 4985.
Das Objekt wurde am 21. September 1900 von DeLisle Stewart entdeckt.